# Uvaria curvistipitata
Uvaria curvistipitata är en kirimojaväxtart som beskrevs av Attanayake, I. M. Turner och Richard M.K. Saunders. Uvaria curvistipitata ingår i släktet Uvaria och familjen kirimojaväxter. Inga underarter finns listade i Catalogue of Life.